# Spartacus et Kalachnikov
Pour plus de détails, voir Fiche technique et Distribution.
Spartacus et Kalachnikov (Спартак и Калашников) est un film russe réalisé par Andreï Prochkine, sorti en 2002,.

## Synopsis
Chourka Kalachnikov, garçon de 13 ans vivant dans un orphelinat, a pour compagnon le chien Spartacus. Ensemble, par diverses aventures, leur amitié traverse les épreuves. Parmi les gamins des rues, dans un élevage de chiens de l'armée... Spartacus aide à arrêter un groupe de terroristes : les deux amis deviennent des héros.

## Fiche technique
- Titre : Spartacus et Kalachnikov
- Réalisation : Andreï Prochkine
- Scénario : Alla Krinitsyna
- Photographie : Lomer Akhvlediani
- Musique : Vladimir Tchekassine
- Décors : Alexandre Giliarevski
- Production : Mosfilm
- Pays de production :  Russie
- Genre : drame
- Durée : 95 minutes
- Date de sortie : 7 avril 2002

## Distribution
- Yaroslav Rochtchine : Chourka Kalachnikov, orphelin
- Vladimir Menchov : Colonel Egorov
- Andreï Panine : Marat Ivanovitch, directeur d'orphelinat
- Irina Rozanova : Snejeanne, propriétaire de pension canine
- Grigori Siyatvinda : Tom, domestique de Snejeanne

## Récompense
- Prix spécial du concours Début du XIIIe festival du film de Sotchi à Andreï Prochkine[2]